# Papaver tolmatchevii
Papaver tolmatchevii är en vallmoväxtart som beskrevs av Semenova. Papaver tolmatchevii ingår i släktet vallmor, och familjen vallmoväxter. Inga underarter finns listade i Catalogue of Life.